# Samsung i8910

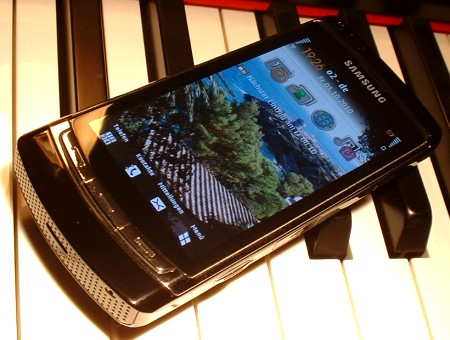
Bild på telefonen

Samsung i8910 HD, också känd som Omnia HD, är en mobiltelefon av smartphone-typ från Samsung.